# Cerkev Marije Vnebovzete, Lokavec
Cerkev Marije Vnebovzete (poznana kot: stara cerkev) je podružnična cerkev Župnije Lokavec, ki stoji v zaselku Brith, del vasi Lokavec v Občini Ajdovščina. Nekoč je bila to vikariatna cerkev, posvečena sv. Lovrencu, od leta 1987 pa je posvečena Mariji Vnebovzeti. Je najstarejši kulturni spomenik kraja.

## Zgodovina cerkve
Že v rimskih časih je verjetno bilo na območju današnje cerkve svetišče ali cerkev skupaj s pokopališčem, saj je bila na tem mestu rimska naselbina. 
Prvi odkriti dokazi so iz leta 1450–1460 kot kaže gotska freska mladostnega svetnika v rdeči suknji z okrasnim ovratnikom, ki je bila odkrita med ogledom članov spomeniškega varstva, septembra 1979, kmalu za tem, ko je v Lokavec prišel župnik Janez Filipič. 
Freska je bila sneta leta 1987 in nato restavrirana ter danes stoji v prenovljeni cerkvi.

## Gotska cerkev
Gotska cerkev je bila zidana pred letom 1450-1460, saj je bila v teh letih že poslikana s pasijonskimi prizori.
Cerkvena ladja je bila v gotiki za pol nižja, prezbiterij pa za četrtino nižji. Cerkev je bila znotraj dolga okrog 16 metrov, nad vhodom v cerkev je bila zvončnica z dvema bronastima zvonovoma. Cerkev s pokopališčem vred je bila obdana s kamnitim obzidjem.

## Povečava cerkve leta 1637 in leta 1696
Zvonik, ki je tipičen oglejski, je iz bil dokončan leta 1637, kar nam dokazuje v kamen vklesana letnica na stebru v lini zvonika.
Verjetno leta 1696 je bila cerkev podaljšana za današnjo dolžino zvonika s korom (nerazumljiv sistem rimskih številk, ki so vklesane na portalu nad glavnimi vrati). Takrat sta bili cerkvi prizidani tudi dve kapeli v ladji.

## Barokizacija cerkve
Cerkev je bila leta 1750 deležna zadnjih večjih arhitekturnih povečav, kakor je vklesano v prekladi nad vrati v zakristijo.

## Glavni oltar in zakristijska omara
Glavni oltar, ki je sedaj v župnijski cerkvi, je bil za to cerkev narejen leta 1770, slika sv. Lovrenca pa je dve leti kasneje naslikal Anton Cebej. Po zadnji obnovi je, leta 1988, mesto glavnega oltarja prevzel, nekdaj stranski oltar iz severne oltarne niše (blagoslovljen 1.4.1989). Oltar je iz leta 1699, delo domačina Mihaela Kuše.
Zakristijska omara je iz leta 1719, kakor je z zadnje strani na vrhnjem okrasju vrezana ta letnica. Leta 1935 je bila prenesena v novo cerkev, od okrog leta 2009 pa je zopet postavljena na prvotno mesto.

## Nekdanja poslikava
Leta 1570 je bil prezbiterij poslikan s pasijonskimi prizori (freske iz ok. leta 1450-1460).
Leta 1736 je Martin Weber (Čebavs), verjetno doma iz Dolenje vasi pri Cerknici, za cerkev napravil lep poslikan lesen strop.
Na temenu oboka je bila v štukiranem okvirju freska mučeništva sv. Lovrenca in kamenjanja sv. Štefana iz leta 1782. Pod fresko je bil napis: CUnCtIs Divvus ALIIs. Gratias assatus Impertrat Lavrentius.

## Orgle
Orgle s 14. (9. pojočimi) registri je cerkev dobila leta 1857. Med drugo svetovno vojno so bile uničene. 
Sedaj ima cerkev, leta 2017 obnovljene 4-registrske orgle (pozitiv) iz leta 1867 s pozlačenim okrasjem, najverjetneje delo orglarja Petra Rojca.
Dispozicija:
| Manual |               |    |
| 1.     | Burdon        | 8’ |
| 2.     | Principal     | 4’ |
| 3.     | Lesena flavta | 4’ |
| 4.     | Oktava        | 2’ |

## Usoda cerkve
Cerkev je bila opuščena leta 1935, ko je bila blagoslovljena nova cerkev. Strop ladje se je vdrl leta 1963/64, saj so pred tem streho razkrili domačini. Leta 1966 so iz cerkve odpeljali vse tri kamnite oltaje in prižnico. Cerkev je bila temeljito, a zgodovinsko neprimerno obnovljena leta 1987, saj so bili ob tem posegu dodatno uničeni skoraj vsi obstoječi notranji elementi baročne podobe.

## Grobnica (žirh)
V sredini cerkve je z betonskim tlakom prekrita in z odpadki zasuta grobnica, verjetno iz 17. stoletja, v kateri naj bi bilo pokopanih do 20 ljudi. Spodobilo bi se, da se v prihodnje grobnico očisti in dostojno uredi.

## Zvonovi nekoč
- Leta 1570 sta bila v zvončnici dva bronasta zvonova.
- Leta 1758 je dal kaplan preliti 3 bronaste zvonove.
- Leta 1897 je počil večji zvon, teže 1290 kg, ki ga je dvakrat prelil Samassa, nato pa še Broili. Takrat (leta 1898) so verjetno pri Broiliju naročili tri nove zvonove:

1. je bil iz leta 1898, mase 1290 kg,
2. je bil iz leta 1898, mase 758 kg,
3. je bil iz leta 1898, mase 515 kg.

Vse tri zvonove so odpeljali 11.10.1916.
- Leta 1921 so pri Broiliju naročili tri nove bronaste zvonove:

1. je bil iz leta 1922 (imel letnico 1921), mase 1261 kg, (ton D, premer 129 cm)(livarna Broili v Vidmu),
2. je bil iz leta 1922 (imel letnico 1921), mase 900 kg, (ton E, premer 113 cm)(livarna Broili v Vidmu),
3. je bil iz leta 1922 (imel letnico 1921), mase 625 kg, (ton Fis, premer 103 cm)(livarna Broili v Vimdmu).

Zvonove je 11.7.1922 kolavdiral Ivan Trinko in komisariat v Trevisu. 21.1.1923 jih je blagoslovil črniški dekan Alojzij Novak. 17.3.1923 so bili obešeni v zvonik v stari cerkvi v Brithu.
V začetku julija 1935 jih je snel Vencelj Lozar in jih prepeljal v novo cerkev.

### Zvonovi sedaj
V 28 metrov visokem zvoniku, iz leta 1637, so danes trije bronasti zvonovi:
1. iz leta 1994, mase 487 kg (ton A)(livarna v Žalcu, op. 1215),
2. iz leta 1994, mase 227 kg (ton C)(livarna v Žalcu, op. 1216),
3. iz leta 1994, mase 127 kg (ton Es)(livarna v Žalcu, op. 1217).

27.8.1994 je nove zvonove posvetil koprski škof Metod Pirih.